# Mhî, Semenivka
Mhî (în ucraineană Мхи) este un sat în comuna Orlîkivka din raionul Semenivka, regiunea Cernihiv, Ucraina.

## Demografie
Componența lingvistică a localității Mhî
     Ucraineană (98,25%)
     Rusă (1,75%)
Conform recensământului din 2001, majoritatea populației localității Mhî era vorbitoare de ucraineană (98,25%), existând în minoritate și vorbitori de rusă (1,75%).